# Biblioteca Virtual do Estudante
A Biblioteca Virtual do Estudante Brasileiro (BibVirt) foi uma das primeiras bibliotecas virtuais brasileira, ativa entre 1996 e 2006. Visava oferecer gratuitamente recursos educacionais úteis para estudantes e professores desde o ensino infantil até o universitário, ajudando a suprir a carência de bibliotecas escolares no país e de material de qualidade em língua portuguesa na Internet, além de estimular o interesse pela leitura. 
Seu acervo multimídia chegou a conter cerca de 10 mil itens entre textos integrais de obras literárias, textos, artigos, documentos, imagens, sons e vídeos. Ali encontravam-se, entre outros materiais, centenas de obras de literatura brasileira e estrangeira, a coleção dos livros do Telecurso 2000, livros falados da Fundação Dorina Nowill, documentários em vídeo, vozes de personalidades da história, artigos sobre Educação e parte do acervo permanente do Museu de Arqueologia e Etnologia da Universidade de São Paulo. Recentemente foi incorporado o projeto Gutenberg, que é conhecido mundialmente por ter sido um dos primeiros a disponibilizar textos eletrônicos gratuitos para download na Internet e por reunir clássicos da literatura em suas línguas originais.
Ao longo de seus seis primeiros anos de existência, ganhou 6 prêmios iBest: melhor site de Educação/Treinamento do Brasil pelo júri popular (1999), na mesma categoria tanto pelo júri popular como pelo oficial (2000), como melhor site de Arte/Cultura pelo júri popular (2000 e 2001) e ficou entre os três melhores sites na categoria Educação e Treinamento pelo júri oficial (2004). A Bibvirt também já foi premiada pela Secretaria de Estado da Cultura/ São Paulo.
A Biblioteca Virtual do Estudante de Língua Portuguesa nasceu de uma parceria entre a AT&T Foundation e a Escola do Futuro da USP. Contou também com o apoio do ICDE (International Council for Distance Education). A avaliação do projeto esteve a cargo de professores da University of British Columbia (Canadá). O impulso inicial na área de acervo foi dado pela Fundação Roberto Marinho e pelo sistema FIESP, com a autorização de utilização do material do Telecurso 2000. 